# Piper mocoanum
Piper mocoanum är en pepparväxtart som beskrevs av Trel. & Yunck.. Piper mocoanum ingår i släktet Piper och familjen pepparväxter. Inga underarter finns listade i Catalogue of Life.